# Nazionale maschile di calcio dell'Argentina
La nazionale di calcio dell'Argentina (in spagnolo Selección nacional de fútbol de Argentina) è la squadra di calcio che rappresenta l'Argentina ed è posta sotto l'egida della Asociación del Fútbol Argentino.
Soprannominata la Selección ("la selezione") o l'Albiceleste ("la biancoceleste"), figura al primo posto nella graduatoria delle nazionali per numero di trofei vinti (record), essendosi aggiudicata 16 Coppe America (record), 3 Coppe del mondo (Argentina 1978, Messico 1986 e Qatar 2022), la Coppa Artemio Franchi 1993, la Coppa dei Campioni CONMEBOL-UEFA 2022, e la prima edizione della Confederations Cup, nel 1992 (all'epoca denominata Coppa Re Fahd). Inoltre l'Argentina si è piazzata seconda in Coppa America per 14 volte (record) ed è stata finalista perdente al mondiale 1930 (sconfitta dall'Uruguay), al mondiale 1990 e al mondiale 2014 (sconfitta in entrambe le circostanze dalla Germania). La nazionale olimpica argentina ha vinto 2 medaglie d'oro alle Olimpiadi (nel 2004 e nel 2008) e due medaglie d'argento (nel 1928 e nel 1996). Ha vinto anche sette edizioni dei Giochi panamericani (1951, 1955, 1959, 1971, 1995, 2003, 2019).
Nella classifica mondiale della FIFA, istituita nel 1993, ha occupato più volte il primo posto (nel marzo 2007, dall'ottobre 2007 al giugno 2008, dal luglio all'ottobre 2015, dall'aprile 2016 all'aprile 2017 e dall'aprile 2023), mentre il peggiore posizionamento è il 22º posto toccato nell'agosto 1996. Occupa attualmente il 1º posto della graduatoria.

## Storia
La nazionale argentina di calcio esordì battendo per 3-2 l'Uruguay a Montevideo il 16 maggio 1901. Nei primi anni di esistenza la squadra giocò solo gare amichevoli contro altre squadre sudamericane, a causa dei costi comportati da lunghe trasferte e dall'interruzione dell'attività calcistica determinata dalla prima guerra mondiale.
La Selección vinse per la prima volta il campionato sudamericano nel 1921, per poi ripetersi nel 1925, nel 1927 e nel 1929; partecipò ai Giochi olimpici nel 1928, ottenendo il secondo posto dopo la sconfitta per 2-1 nella ripetizione della finale contro l'Uruguay, contro cui la prima gara era finita in pareggio (1-1). Le due squadre si ritrovarono contro nella finale della prima edizione del campionato mondiale di calcio, nel 1930, con gli uruguaiani vincitori per 4-2. Nel 1937 l'Argentina si aggiudicò nuovamente il titolo continentale, per poi ottenere il successo anche nel 1941, nel 1945, nel 1946 e nel 1947. Nuove vittorie nel torneo continentale furono centrate nel 1955, nel 1957 e nel 1959.

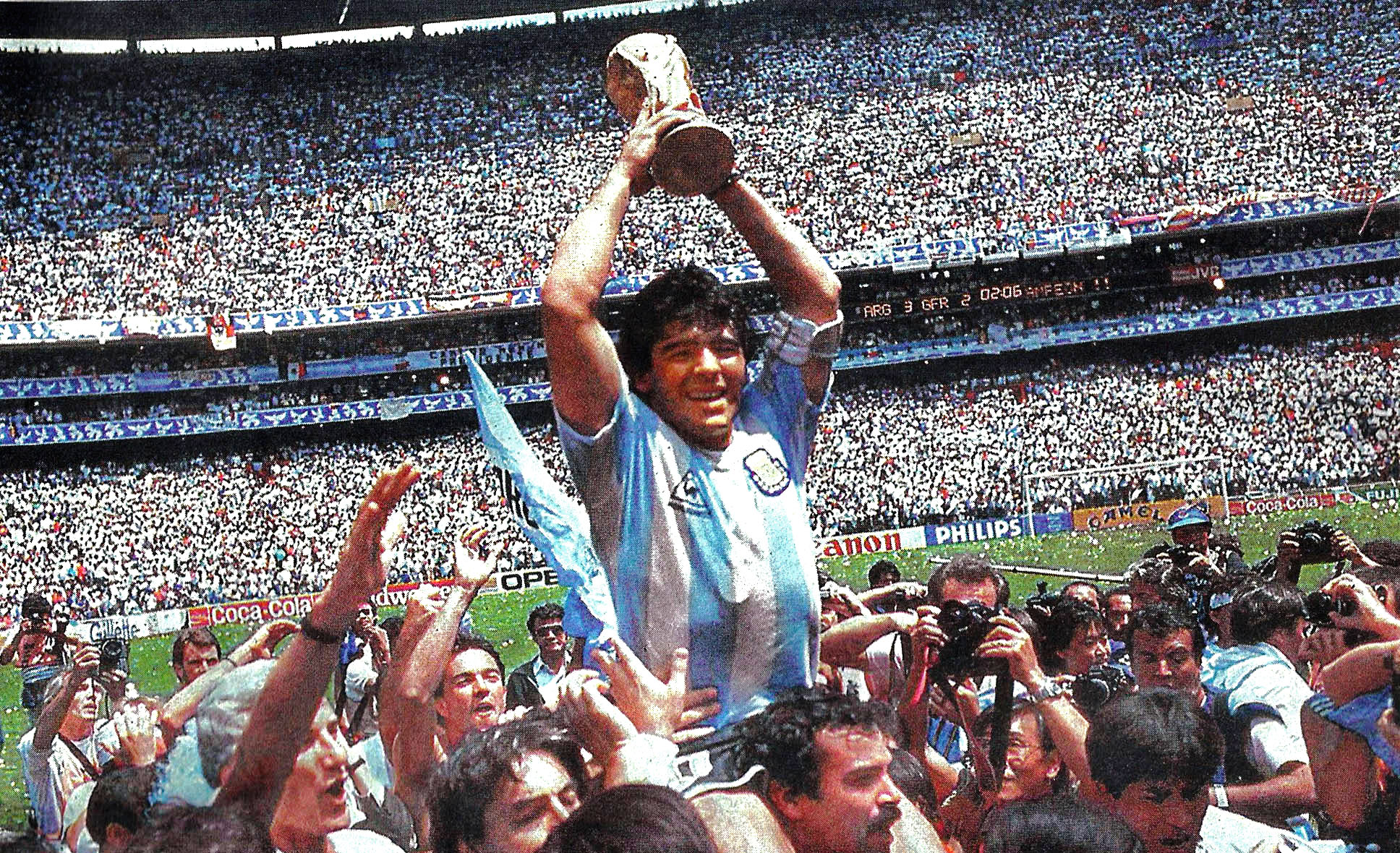
Diego Armando Maradona, portato in trionfo, solleva la seconda Coppa del mondo vinta dall'Argentina, a

Malgrado gli allori continentali, dagli anni trenta alla fine degli anni settanta la nazionale argentina non ottenne particolari risultati al campionato del mondo, anche a causa della regola dell'AFA secondo cui solo i giocatori militanti nel campionato nazionale potevano essere convocati in nazionale. L'unica campagna mondiale degna di nota di questo periodo risale alla Coppa del mondo del 1966, da cui gli argentini furono eliminati ai quarti di finale dall'Inghilterra padrona di casa e futura vincitrice della rassegna.
La tendenza fu invertita alla fine degli anni settanta. Sotto la guida del commissario tecnico César Luis Menotti, l'Argentina si aggiudicò per la prima volta il campionato del mondo nell'edizione giocata in casa nel 1978, battendo in finale i Paesi Bassi per 3-1 dopo i tempi supplementari, in un clima di fervente nazionalismo e di forte tensione determinata dalla situazione politica del paese, a seguito dell'assunzione del potere da parte di un regime militare nel 1976. Nel 1977 si era affacciato in nazionale un giovane fuoriclasse, Diego Armando Maradona, che, dopo l'eliminazione nel girone di secondo turno al campionato del mondo 1982 (nel duro girone con Italia e Brasile), in occasione del mondiale messicano del 1986 guidò gli argentini, allenati da Carlos Bilardo, alla vittoria del titolo planetario, ottenuta grazie al successo per 3-2 nella finale contro la Germania Ovest. Chiusa la Coppa America 1987 al quarto posto la Coppa America 1989 al terzo posto, la squadra riuscì a raggiungere la finale del mondiale del 1990, dove ritrovò la Germania Ovest, che questa volta si impose per 1-0.
Persa la stella Maradona, squalificato per quindici mesi nel marzo 1991 per l'assunzione di cocaina, l'Argentina risultò vittoriosa nell'edizione del 1991 della Coppa America, a trentadue anni dall'ultimo successo nel torneo continentale. Vinta anche la prima edizione della FIFA Confederations Cup nel 1992, la nazionale argentina si aggiudicò la Coppa Artemio Franchi, battendo a Mar del Plata la Danimarca campione d'Europa ai rigori, e si confermò campione continentale, aggiudicandosi la Coppa America nel 1993. Al mondiale del 1994 l'Albiceleste si presentò con nei ranghi il ritrovato Maradona, ma il fuoriclasse fu nuovamente squalificato durante la fase a gironi del torneo, perché risultato positivo all'efedrina dopo un controllo antidoping, sicché la squadra uscì già agli ottavi di finale.
Nel 1995 l'Argentina fu finalista perdente della FIFA Confederations Cup, mentre ai mondiali del 1998 e del 2002 deluse, uscendo ai quarti di finale e al primo turno. Seconda classificata nella Coppa America 2004, nella FIFA Confederations Cup 2005 e nella Coppa America 2007 (sconfitta in tutte e tre le occasioni in finale dal Brasile), vinse con la nazionale olimpica i Giochi olimpici del 2004 e del 2008 e si fermò ai quarti di finale ai campionati mondiali del 2006 e del 2010 (rassegna in cui fu allenata da Maradona), uscendo in entrambi i casi contro la Germania, mentre nel marzo 2007 raggiunse per la prima volta la vetta della classifica mondiale della FIFA. L'Albiceleste ottenne poi il secondo posto al mondiale 2014, dove fu battuta in finale dalla Germania per 1-0 dopo i tempi supplementari, e nelle edizioni 2015 e 2016 della Coppa America (sconfitta in finale in ambo le occasioni dal Cile ai tiri di rigore). 
Terza classificata nella Coppa America 2019, l'Albiceleste tornò a vincere il torneo nel 2021, battendo in finale il Brasile per 1-0, e si aggiudicò anche la terza edizione della Coppa dei Campioni CONMEBOL-UEFA, battendo per 3-0 i campioni d'Europa dell'Italia a Wembley. A trentasei anni dall'ultimo successo nel torneo, la Selección si aggiudicò poi il campionato del mondo 2022, battendo in finale la Francia ai tiri di rigore, con Lionel Messi, autore di due reti nella sfida pareggiata per 3-3 dopo i tempi supplementari e a segno nei tiri dal dischetto, poi premiato come miglior giocatore della competizione. La striscia di successi proseguì nella Coppa America 2024, che l'Argentina vinse battendo in finale la Colombia per 1-0 dopo i tempi supplementari, diventando così la nazionale sudamericana più vincente nella competizione.

## Commissari tecnici
- 1902-24 Commissione Tecnica Federale
- 1924–25  Ángel Vázquez
- 1926 Commissione Tecnica Federale
- 1927–28  José Lago Millán
- 1928–29  Francisco Olazar
- 1929–30  Francisco Olazar -  Juan José Tramutola
- 1930-34 Commissione Tecnica Federale
- 1934  Felipe Pascucci
- 1934–37  Manuel Seoane
- 1937–39  Ángel Fernández Roca
- 1939–59  Guillermo Stábile
- 1959  Victorio Spinetto -  José Della Torre -  José Barreiro
- 1959  José Manuel Moreno
- 1960  Guillermo Stábile
- 1960–61  Victorio Spinetto
- 1961  José D'Amico
- 1962  Juan Carlos Lorenzo
- 1962  Néstor Rossi
- 1962  Jim Lopes
- 1963  Horacio Torres
- 1963  José D'Amico
- 1964–65  José María Minella
- 1965  Osvaldo Zubeldía
- 1966  Juan Carlos Lorenzo
- 1967  Jim Lopes
- 1967  Carmelo Faraone
- 1967-68  Renato Cesarini
- 1968  José María Minella
- 1969  Humberto Maschio
- 1969  Adolfo Pedernera
- 1970–72  Juan José Pizzuti
- 1972–73  Omar Sívori
- 1973  Miguel Ignomiriello
- 1974  Vladislao Cap
- 1974–83  César Luis Menotti
- 1983–90  Carlos Bilardo
- 1990–94  Alfio Basile
- 1994–98  Daniel Passarella
- 1998–04  Marcelo Bielsa
- 2004–06  José Pekerman
- 2006–08  Alfio Basile
- 2008–10  Diego Armando Maradona
- 2010–11  Sergio Batista
- 2011–14  Alejandro Sabella
- 2014-16  Gerardo Martino
- 2016-17  Edgardo Bauza
- 2017-18  Jorge Sampaoli
- 2018-  Lionel Scaloni

## Rivalità
La Selección argentina vive una accesa rivalità calcistica con il Brasile, altra nazionale di grande prestigio. Un'altra rivalità molto sentita è quella con la Germania. Argentini e tedeschi si sono affrontati spesso nelle fasi finali del campionato mondiale di calcio: nel 1958 (fase a gironi), nel 1966 (fase a gironi), nel 1986 (finale), 1990 (finale), 2006 (quarti di finale), 2010 (quarti di finale) e 2014 (finale). Altra rivalità di rilievo è quella con l'Uruguay, che nel 1930 l'Argentina affrontò nella prima finale del campionato mondiale di calcio e negli ottavi di finale del mondiale nel 1986. Forte è anche la rivalità con l'Inghilterra, risalente al campionato del mondo 1966 e intensificatasi con la guerra delle Falkland del 1982, ha visto l'apice al campionato del mondo 1986 con la Mano de Dios e il "gol del secolo" di Diego Armando Maradona, per poi vivere nuove sfide ai campionati mondiali del 1998 e del 2002.

## Divise

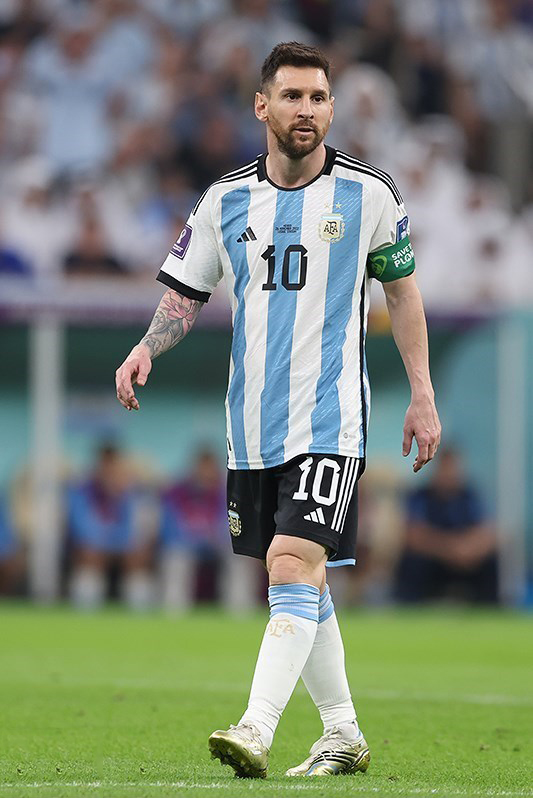
Lionel Messi con la classica divisa della nazionale argentina: maglia a strisce verticali biancocelesti, pantaloncini neri e calzettoni bianchi.

La divisa dell'Argentina è da sempre composta da maglia a strisce verticali bianche e celesti (che richiama fortemente la bandiera nazionale) abbinata a pantaloncini di colore nero. I calzettoni sono normalmente bianchi con bordini celesti o neri. La maglia non ha subito sostanziali modifiche tranne nel colore del celeste, più o meno scuro a seconda del fornitore tecnico, mentre i pantaloncini hanno presentato a volte dei richiami in bianco. Negli ultimi anni questi ultimi sono stati spesso utilizzati di colore bianco, mentre il disegno delle righe è stato modificato con inserti diversi a seconda sempre del fornitore tecnico.
La seconda maglia è normalmente di colore blu scuro, con pantaloncini bianchi.
Il fornitore è dal 2001 Adidas.

### Casa
| Manica sinistra · Maglietta · Manica destra · Pantaloncini · Calzettoni |
| 1901                                                                    |

| Manica sinistra · Manica sinistra · Maglietta · Maglietta · Manica destra · Manica destra · Pantaloncini · Calzettoni |
| 1911–1974 |

| Manica sinistra · Manica sinistra · Maglietta · Maglietta · Manica destra · Manica destra · Pantaloncini · Calzettoni |
| 1930 |

| Manica sinistra · Manica sinistra · Maglietta · Maglietta · Manica destra · Manica destra · Pantaloncini · Calzettoni |
| 1975 |

| Manica sinistra · Manica sinistra · Maglietta · Maglietta · Manica destra · Manica destra · Pantaloncini · Pantaloncini · Calzettoni · Calzettoni |
| 1978 |

| Manica sinistra · Manica sinistra · Maglietta · Maglietta · Manica destra · Manica destra · Pantaloncini · Calzettoni |
| 1982 |

| Manica sinistra · Manica sinistra · Maglietta · Maglietta · Manica destra · Manica destra · Pantaloncini · Pantaloncini · Calzettoni · Calzettoni |
| 1986 |

| Manica sinistra · Manica sinistra · Maglietta · Maglietta · Manica destra · Manica destra · Pantaloncini · Pantaloncini · Calzettoni · Calzettoni |
| 1990 |

| Manica sinistra · Manica sinistra · Maglietta · Maglietta · Manica destra · Manica destra · Pantaloncini · Pantaloncini · Calzettoni · Calzettoni |
| 1994 |

| Manica sinistra · Manica sinistra · Maglietta · Maglietta · Manica destra · Manica destra · Pantaloncini · Pantaloncini · Calzettoni · Calzettoni |
| 1998 |

| Manica sinistra · Manica sinistra · Maglietta · Maglietta · Manica destra · Manica destra · Pantaloncini · Calzettoni |
| 1999 |

| Manica sinistra · Manica sinistra · Maglietta · Maglietta · Manica destra · Manica destra · Pantaloncini · Pantaloncini · Calzettoni · Calzettoni |
| 2002 |

| Manica sinistra · Manica sinistra · Maglietta · Maglietta · Manica destra · Manica destra · Pantaloncini · Pantaloncini · Calzettoni · Calzettoni |
| 2004 |

| Manica sinistra · Manica sinistra · Maglietta · Maglietta · Manica destra · Manica destra · Pantaloncini · Pantaloncini · Calzettoni · Calzettoni |
| 2006 |

| Manica sinistra · Manica sinistra · Maglietta · Maglietta · Manica destra · Manica destra · Pantaloncini · Pantaloncini · Calzettoni · Calzettoni |
| 2008 |

| Manica sinistra · Manica sinistra · Maglietta · Maglietta · Manica destra · Manica destra · Pantaloncini · Pantaloncini · Calzettoni · Calzettoni |
| 2010 |

| Manica sinistra · Manica sinistra · Maglietta · Maglietta · Manica destra · Manica destra · Pantaloncini · Pantaloncini · Calzettoni · Calzettoni |
| 2011 |

| Manica sinistra · Manica sinistra · Maglietta · Maglietta · Manica destra · Manica destra · Pantaloncini · Pantaloncini · Calzettoni · Calzettoni |
| 2014 |

| Manica sinistra · Manica sinistra · Maglietta · Maglietta · Manica destra · Manica destra · Pantaloncini · Pantaloncini · Calzettoni · Calzettoni |
| 2015 |

| Manica sinistra · Manica sinistra · Maglietta · Maglietta · Manica destra · Manica destra · Pantaloncini · Pantaloncini · Calzettoni · Calzettoni |
| 2016 |

| Manica sinistra · Manica sinistra · Maglietta · Maglietta · Manica destra · Manica destra · Pantaloncini · Pantaloncini · Calzettoni · Calzettoni |
| 2018 |

| Manica sinistra · Manica sinistra · Maglietta · Maglietta · Manica destra · Manica destra · Pantaloncini · Pantaloncini · Calzettoni · Calzettoni |
| 2019 |

| Manica sinistra · Manica sinistra · Maglietta · Maglietta · Manica destra · Manica destra · Pantaloncini · Pantaloncini · Calzettoni · Calzettoni |
| 2020-2021 |

### Trasferta
| Manica sinistra · Maglietta · Manica destra · Pantaloncini · Calzettoni |
| 1919                                                                    |

| Manica sinistra · Maglietta · Manica destra · Pantaloncini · Calzettoni |
| 1958                                                                    |

| Manica sinistra · Manica sinistra · Maglietta · Maglietta · Manica destra · Manica destra · Pantaloncini · Pantaloncini · Calzettoni · Calzettoni |
| 1978 |

| Manica sinistra · Manica sinistra · Maglietta · Maglietta · Manica destra · Manica destra · Pantaloncini · Calzettoni |
| 1982 |

| Manica sinistra · Manica sinistra · Maglietta · Maglietta · Manica destra · Manica destra · Pantaloncini · Pantaloncini · Calzettoni · Calzettoni |
| 1986 |

| Manica sinistra · Manica sinistra · Maglietta · Maglietta · Manica destra · Manica destra · Pantaloncini · Pantaloncini · Calzettoni · Calzettoni |
| 1994 |

| Manica sinistra · Manica sinistra · Maglietta · Maglietta · Manica destra · Manica destra · Pantaloncini · Pantaloncini · Calzettoni · Calzettoni |
| 1998 |

| Manica sinistra · Manica sinistra · Maglietta · Maglietta · Manica destra · Manica destra · Pantaloncini · Pantaloncini · Calzettoni · Calzettoni |
| 2002 |

| Manica sinistra · Manica sinistra · Maglietta · Maglietta · Manica destra · Manica destra · Pantaloncini · Pantaloncini · Calzettoni · Calzettoni |
| 2004 |

| Manica sinistra · Maglietta · Maglietta · Manica destra · Pantaloncini · Pantaloncini · Calzettoni · Calzettoni |
| 2006 |

| Manica sinistra · Manica sinistra · Maglietta · Maglietta · Manica destra · Manica destra · Pantaloncini · Pantaloncini · Calzettoni · Calzettoni |
| 2008 |

| Manica sinistra · Manica sinistra · Maglietta · Maglietta · Manica destra · Manica destra · Pantaloncini · Pantaloncini · Calzettoni · Calzettoni |
| 2010 |

| Manica sinistra · Manica sinistra · Maglietta · Maglietta · Manica destra · Manica destra · Pantaloncini · Pantaloncini · Calzettoni · Calzettoni |
| 2011 |

| Manica sinistra · Manica sinistra · Maglietta · Maglietta · Manica destra · Manica destra · Pantaloncini · Pantaloncini · Calzettoni · Calzettoni |
| 2014 |

| Manica sinistra · Manica sinistra · Maglietta · Maglietta · Manica destra · Manica destra · Pantaloncini · Pantaloncini · Calzettoni · Calzettoni |
| 2015-2016 |

| Manica sinistra · Manica sinistra · Maglietta · Maglietta · Manica destra · Manica destra · Pantaloncini · Pantaloncini · Calzettoni · Calzettoni |
| 2018 |

| Manica sinistra · Manica sinistra · Maglietta · Maglietta · Manica destra · Manica destra · Pantaloncini · Pantaloncini · Calzettoni · Calzettoni |
| 2019-2021 |

## Palmarès
- Campionato mondiale: 3

Argentina 1978, Messico 1986, Qatar 2022
- Confederations Cup: 1

Arabia Saudita 1992
- Coppa America: 16  (record)

Argentina 1921, Argentina 1925, Perù 1927, Argentina 1929, Argentina 1937, Cile 1941, Cile 1945, Argentina 1946, Ecuador 1947, Cile 1955, Perù 1957, Argentina 1959, Cile 1991, Ecuador 1993, Brasile 2021, USA 2024
- Campionato Panamericano: 1

Costa Rica 1960
- Coppa dei Campioni CONMEBOL-UEFA: 2  (record)

Argentina 1993, Inghilterra 2022

## Tutte le rose

### Mondiali
Coppa del Mondo FIFA 1930P Bossio, P Botasso, D Chividini, D Della Torre, D J. Evaristo, D Mutis, D Orlandini, D Paternoster, D Piaggio, D Zumelzú, C Monti, C Suárez, A Cherro, A Demaría, A M. Evaristo, A Ferreira, A Perinetti, A Peucelle, A Scopelli, A Spadaro, A Stábile, A Varallo, CT: Olazar e Tramutola
Coppa del Mondo FIFA 1934P Freschi, P Grippa, D Astudillo, D Belis, D Chimento, D Pedevilla, C Albarracín, C López, C Lorenzo, C Nehin, C Urbieta Sosa, A De Vincenzi, A Galateo, A Irañeta, A Izzeta, A Pérez, A Rúa, A Wilde, CT: Pascucci
Coppa del Mondo FIFA 19581 Carrizo, 2 Dellacha, 3 Vairo, 4 Lombardo, 5 Rossi, 6 Varacka, 7 Corbatta, 8 Prado, 9 Menéndez, 10 Rojas, 11 Labruna, 12 Musimessi, 13 Pérez, 14 Edwards, 15 Acevedo, 16 Mouriño, 17 Ramos Delgado, 18 Boggio, 19 Avio, 20 Infante, 21 Sanfilippo, 22 Cruz, CT: Stábile
Coppa del Mondo FIFA 19621 Roma, 2 Ramos Delgado, 3 Marzolini, 4 Sainz, 5 Sacchi, 6 Páez, 7 Facundo, 8 Pando, 9 Pagani, 10 Sanfilippo, 11 Belén, 12 Domínguez, 13 Rossi, 14 Mariotti, 15 Navarro, 16 Rattín, 17 Albrecht, 18 Cap, 19 Sosa, 20 Oleniak, 21 Abeledo, 22 González, CT: Lorenzo
Coppa del Mondo FIFA 19661 Roma, 2 Irusta, 3 Gatti, 4 Perfumo, 5 Varacka, 6 Calics, 7 Marzolini, 8 Ferreiro, 9 Simeone, 10 Rattín, 11 Pastoriza, 12 Albrecht, 13 López, 14 Chaldú, 15 Solari, 16 González, 17 Sarnari, 18 Rojas, 19 Artime, 20 Onega, 21 Más, 22 Tarabini, CT: Lorenzo
Coppa del Mondo FIFA 19741 Carnevali, 2 Ayala, 3 Babington, 4 Balbuena, 5 Bargas, 6 Brindisi, 7 Carrascosa, 8 Chazarreta, 9 Glaria, 10 Heredia, 11 Houseman, 12 Fillol, 13 Kempes, 14 Perfumo, 15 Poy, 16 Sá, 17 Squeo, 18 Telch, 19 Togneri, 20 Wolff, 21 Santoro, 22 Yazalde, CT: Cap
Coppa del Mondo FIFA 19781 Alonso, 2 Ardiles, 3 Baley, 4 Bertoni, 5 Fillol, 6 Gallego, 7 L. Galván, 8 R. Galván, 9 Houseman, 10 Kempes, 11 Killer, 12 Larrosa, 13 La Volpe, 14 Luque, 15 Olguín, 16 Ortiz, 17 Oviedo, 18 Pagnanini, 19 Passarella, 20 Tarantini, 21 Valencia, 22 Villa, CT: Menotti
Coppa del Mondo FIFA 19821 Ardiles, 2 Baley, 3 Barbas, 4 Bertoni, 5 Calderón, 6 Díaz, 7 Fillol, 8 Galván, 9 Gallego, 10 Maradona, 11 Kempes, 12 Hernández, 13 Olarticoechea, 14 Olguín, 15 Passarella, 16 Pumpido, 17 Santamaría, 18 Tarantini, 19 Trossero, 20 Valdano, 21 Valencia, 22 Van Tuyne, CT: Menotti
Coppa del Mondo FIFA 19861 Almirón, 2 Batista, 3 Bochini, 4 Borghi, 5 Brown, 6 Passarella, 7 Burruchaga, 8 Clausen, 9 Cuciuffo, 10 Maradona, 11 Valdano, 12 Enrique, 13 Garré, 14 Giusti, 15 Islas, 16 Olarticoechea, 17 Pasculli, 18 Pumpido, 19 Ruggeri, 20 Tapia, 21 Trobbiani, 22 Zelada, CT: Bilardo
Coppa del Mondo FIFA 19901 Pumpido (Comizzo), 2 Batista, 3 Balbo, 4 Basualdo, 5 Bauza, 6 Calderón, 7 Burruchaga, 8 Caniggia, 9 Dezotti, 10 Maradona, 11 Fabbri, 12 Goycochea, 13 Lorenzo, 14 Giusti, 15 Monzón, 16 Olarticoechea, 17 Sensini, 18 Serrizuela, 19 Ruggeri, 20 Simón, 21 Troglio, 22 Cancelarich, CT: Bilardo
Coppa del Mondo FIFA 19941 Goycochea, 2 Vázquez, 3 Chamot, 4 Sensini, 5 Redondo, 6 Ruggeri, 7 Caniggia, 8 Basualdo, 9 Batistuta, 10 Maradona, 11 Medina Bello, 12 Islas, 13 Cáceres, 14 Simeone, 15 Borelli, 16 Díaz, 17 Ortega, 18 Pérez, 19 Balbo, 20 Rodríguez, 21 Mancuso, 22 Scoponi, CT: Basile
Coppa del Mondo FIFA 19981 Roa, 2 Ayala, 3 Chamot, 4 Pineda, 5 Almeyda, 6 Sensini, 7 López, 8 Simeone, 9 Batistuta, 10 Ortega, 11 Verón, 12 Burgos, 13 Paz, 14 Vivas, 15 Astrada, 16 Berti, 17 Cavallero, 18 Balbo, 19 Crespo, 20 Gallardo, 21 Delgado, 22 Zanetti, CT: Passarella
Coppa del Mondo FIFA 20021 Burgos, 2 Ayala, 3 Sorín, 4 Pochettino, 5 Almeyda, 6 Samuel, 7 C. López, 8 Zanetti, 9 Batistuta, 10 Ortega, 11 Verón, 12 Cavallero, 13 Placente, 14 Simeone, 15 Husaín, 16 Aimar, 17 G. López, 18 González, 19 Crespo, 20 Gallardo, 21 Caniggia, 22 Chamot, 23 Bonano, CT: Bielsa
Coppa del Mondo FIFA 20061 Abbondanzieri, 2 Ayala, 3 Sorín, 4 Coloccini, 5 Cambiasso, 6 Heinze, 7 Saviola, 8 Mascherano, 9 Crespo, 10 Riquelme, 11 Tévez, 12 Franco, 13 Scaloni, 14 Palacio, 15 Milito, 16 Aimar, 17 Cufré, 18 Rodríguez, 19 Messi, 20 Cruz, 21 Burdisso, 22 González, 23 Ustari, CT: Pekerman
Coppa del Mondo FIFA 20101 Pozo, 2 Demichelis, 3 C. Rodríguez, 4 Burdisso, 5 Bolatti, 6 Heinze, 7 Di María, 8 Verón, 9 Higuaín, 10 Messi, 11 Tévez, 12 Garcé, 13 Samuel, 14 Mascherano, 15 Otamendi, 16 Agüero, 17 Gutiérrez, 18 Palermo, 19 Milito, 20 M. Rodríguez, 21 Andújar, 22 Romero, 23 Pastore, CT: Maradona
Coppa del Mondo FIFA 20141 Romero, 2 Garay, 3 Campagnaro, 4 Zabaleta, 5 Gago, 6 Biglia, 7 Di María, 8 Pérez, 9 Higuaín, 10 Messi, 11 Rodríguez, 12 Orión, 13 A. Fernández, 14 Mascherano, 15 Demichelis, 16 Rojo, 17 F. Fernández, 18 Palacio, 19 Álvarez, 20 Agüero, 21 Andújar, 22 Lavezzi, 23 Basanta, CT: Sabella
Coppa del Mondo FIFA 20181 Guzmán, 2 Mercado, 3 Tagliafico, 4 Ansaldi, 5 Biglia, 6 Fazio, 7 Banega, 8 Acuña, 9 Higuaín, 10 Messi, 11 Di María, 12 Armani, 13 Meza, 14 Mascherano, 15 Pérez, 16 Rojo, 17 Otamendi, 18 Salvio, 19 Agüero, 20 Lo Celso, 21 Dybala, 22 Pavón, 23 Caballero, CT: Sampaoli
Coppa del Mondo FIFA 20221 Armani, 2 Foyth, 3 Tagliafico, 4 Montiel, 5 Paredes, 6 Pezzella, 7 de Paul, 8 Acuña, 9 Álvarez, 10 Messi, 11 Di María, 12 Rulli, 13 Romero, 14 Palacios, 15 Correa, 16 Almada, 17 Gómez, 18 Rodríguez, 19 Otamendi, 20 Mac Allister, 21 Dybala, 22 La. Martínez, 23 E. Martínez, 24 Fernández, 25 Li. Martínez, 26 Molina, CT: Scaloni

### Campeonato Sudamericano de Football/Copa América
Campeonato Sudamericano 1916P Ísola, P Rithner, P Wilson, D Brown, D Chiappe, D Díaz, D Reyes, C Badaracco, C García, C Martínez, C Naón, C Olazar, A Bincaz, A Cabano, A Guidi, A E. Hayes, A H. Hayes, A Heisinger, A Hospital, A Laguna, A Marcovecchio, A Ohaco, A Perinetti, CT: -
Campeonato Sudamericano 1917P Croce, P Ísola, D E. Blanco, D Elordi, D Ferro, D Madero, D Matozzi, D Reyes, C Martínez, C Olazar, C Pepe, A A. Blanco, A Calomino, A Clarke, A Chavín, A Garré, A Hayes, A Martín, A Ohaco, A Perinetti, A Vivaldo, CT: -
Campeonato Sudamericano 1919P Ísola, P Barcos, D Castagnola, D Matozzi, D Reyes, C Cilley, C Cortella, C Felices, C Martínez, C Sande, C Scoffano, C Uslenghi, A Brichetto, A Calomino, A Clarke, A Faivre, A Izaguirre, A Laiolo, A Martín, A Perinetti, A Rofrano, CT: -
Campeonato Sudamericano 1920P Tesoriere, D Bearzotti, D Presta, C Bruzzone, C Cortella, C Dellavalle, C Frumento, C Uslenghi, A Badalini, A Calomino, A De Miguel, A Echeverría, A Libonatti, A Lucarelli, CT: -
Campeonato Sudamericano 1921P Kiessel, P Tesoriere, D Bearzotti, D Celli, D Presta, C Dellavalle, C Elli, C López, C Solari, A Calomino, A Chavín, A Echeverría, A González, A Libonatti, A Saruppo, A Sosa, CT: Calomino
Campeonato Sudamericano 1922P Tesoriere, D Castoldi, D A. Celli, D Sarasíbar, C E. Celli, C Chabrolín, C Dellavalle, C Médici, C Solari, A Chiesa, A De Césari, A Francia, A Gaslini, A Libonatti, A Rivet, A Rofrano, CT: -
Campeonato Sudamericano 1923P Cancino, P Tesoriere, D Bidoglio, D Iribarren, C Médici, C Solari, C Vaccaro, A Aguirre, A De Miguel, A Loizo, A Onzari, A Saruppo, CT: -
Campeonato Sudamericano 1924P Tesoriere, D Bearzotti, D Bidoglio, D Cochrane, D Fortunato, C Médici, C Solari, C Vaccaro, A Garasini, A Loyarte, A Onzari, A Seoane, A Sosa, A Tarasconi, CT: Vázquez
Campeonato Sudamericano 1925P Tesoriere, D Bidoglio, D Mutis, C Fortunato, C Médici, C Vaccaro, A Bianchi, A Cerotti, A de los Santos, A Garasini, A Irurieta, A Sánchez, A Seoane, A Tarasconi, CT: Tesoriere
Campeonato Sudamericano 1926P Díaz, D Bidoglio, D Cochrane, D Fortunato, D Mutis, C Conti, C Médici, C Perducca, C Vaccaro, A Cherro, A De Miguel, A Delgado, A Sosa, A Tarasconi, CT: -
Campeonato Sudamericano 1927P Bossio, P Díaz, D Bidoglio, D Monti, D Recanatini, C Evaristo, C Fossa, C Zumelzú, A Carricaberry, A Ferreira, A Luna, A Maglio, A Ochoa, A Orsi, A Seoane, CT: Lago Millán
Campeonato Sudamericano 1929P Bossio, P Botasso, D Chividini, D Cuello, D Paternoster, D Piaggio, D Tarrío, C Bartolucci, C Chalú, C J. Evaristo, C Orlandini, C Zumelzú, A Cherro, A M. Evaristo, A Fassora, A Ferreira, A Perinetti, A Peucelle, A Rivarola, A Seoane, A Tarasconi, CT: Olazar e Tramutola
Campeonato Sudamericano 1935P Bello, P Gualco, D Alberti, D Gilli, D Scarcella, D Wilson, C De Jonge, C de Mare, C Minella, C Pajoni, C Sastre, C Sbarra, A Arrieta, A Barraza, A Campilongo, A Cosso, A García, A Lauri, A Masantonio, A Zito, CT: Seoane
Campeonato Sudamericano 1937P Bello, P Estrada, D Blotto, D Colombo, D Cuello, D Fazio, D Iribarren, D Martínez, D Tarrío, C de la Mata, C García, C Lazzatti, C Minella, C Sastre, A Cherro, A Emeal, A Ferreyra, A Guaita, A Peucelle, A Scopelli, A Varallo, A Zozaya, CT: Seoane
Campeonato Sudamericano 1941P Estrada, P Gualco, D Alberti, D Batagliero, D Coletta, D Colombo, D Gilli, D Salomón, C Belén, C Esperón, C García, C Minella, C Sastre, C Sbarra, C Videla, A Alarcón, A Arregui, A Arrieta, A Gayol, A Marvezzi, A Moreno, A Pedernera, CT: Stábile
Campeonato Sudamericano 1942P Gualco, D Alberti, D Montañés, D Salomón, D Valussi, C Blotto, C Esperón, C García, C Perucca, C Ramos, C Sandoval, C Videla, A Ferreyra, A Heredia, A Laferrara, A Masantonio, A Moreno, A Pedernera, A Tossoni, CT: Stábile
Campeonato Sudamericano 1945P Bello, P Ricardo, D Colombo, D de Zorzi, D Fogel, D Palma, D Salomón, D Sastre, D Yebra, C de la Mata, C Espinoza, C Perucca, C Pescia, C Sosa, A Boyé, A Farro, A Ferraro, A Loustau, A Martino, A Méndez, A Muñoz, A Pelegrina, A Pontoni, CT: Stábile
Campeonato Sudamericano 1946P Ogando, P Vacca, D Fonda, D Marante, D Ongaro, D Ramos, D Rodríguez, D Salomón, D Sobrero, C de la Mata, C Pescia, C Sosa, C Strembel, A Boyé, A Labruna, A Loustau, A Martino, A Méndez, A Pedernera, A Pontoni, A Salvini, A Sued, CT: Stábile
Campeonato Sudamericano 1947P Cozzi, P Diano, D Colman, D Gutiérrez, D Marante, D Palma, D Sastre, D Sobrero, D Yácono, C Perucca, C Pescia, C Rossi, A Boyé, A Campana, A Cerviño, A Di Stéfano, A Fernández, A Loustau, A Méndez, A Moreno, A Pontoni, A Sued, CT: Stábile
Campeonato Sudamericano 1955P Marrapodi, P Musimessi, D Bagnatto, D Balay, D Colman, D Cecconato, D Dellacha, D Gutiérrez, D Lombardo, D Mouriño, D Vairo, C Conde, C Grillo, C Leguía, C Sola, A Bonelli, A Borrello, A Cruz, A Cucchiaroni, A Labruna, A Micheli, A Vernazza, CT: Stábile
Campeonato Sudamericano 1956P Musimessi, D Cecconato, D Colman, D Dellacha, D García Pérez, D Gutiérrez, D Lombardo, D Mouriño, D Vairo, C Grillo, C Varacka, A Bonelli, A Cucchiaroni, A Labruna, A Lojacono, A Micheli, A Pentrelli, A Sívori, A Zárate, CT: Stábile
Campeonato Sudamericano 1957P Domínguez, P Roma, D de Bourgoing, D Dellacha, D Giménez, D Mantegari, D Schandlein, D Vairo, C Benegas, C Guidi, C Iñigo, C Maschio, C Pizarro, C Rossi, A Angelillo, A Brookes, A Castro, A Corbatta, A Cruz, A Juárez, A Sanfilippo, A Sívori, CT: Stábile
Campeonato Sudamericano 1959 (Argentina)P Bertoldi, P Negri, D Cap, D Griffa, D Lombardo, D Mouriño, D Murúa, D Simeone, C Cardoso, C Griguol, C Nardiello, C Nuín, C Varacka, A Belén, A Brookes, A Callá, A Corbatta, A Güenzatti, A Manfredini, A Pizzuti, A Rodríguez, A Sosa, CT: Spinetto, Della Torre, Barreiro
Campeonato Sudamericano 1959 (Ecuador)P Errea, P Negri, D Arredondo, D Betinotti, D Lombardo, D Mouriño, D Murúa, C Carbone, C Griguol, C Guidi, C Rattín, C Ruiz, A Belén, A Boggio, A Facundo, A García, A Pizzuti, A Rodríguez, A Sanfilippo, A Sosa, CT: Moreno
Campeonato Sudamericano 1963P Andrada, P Oleinicki, D Bautista, D Albrecht, D Cardoso, D Ditro, D Ferreiro, D Martín, D Navarro, C Bernao, C E. Fernández, C J. Fernández, C Griguol, C Juárez, C Mesiano, C Rossi, C Vázquez, A González, A Lallana, A Menotti, A Rodríguez, A Savoy, A Zárate, CT: Torres
Campeonato Sudamericano 1967P Roma, D Acevedo, D Albrecht, D Calics, D Marzolini, D Ovejero, C Bernao, C Rattín, C Rosl, C Viberti, A Artime, A Carone, A González, A Más, A Raffo, A Rojas, A Sarnari, A Veira, CT: Lopes
Copa América 1975P Gatti, D D. Killer, D M. Killer, D Pavoni, D Pavón, D Rebottaro, C Ardiles, C Asad, C Gallego, C Valencia, C Zanabria, A Bóveda, A Kempes, A Luque, A Valdano, CT: Menotti
Copa América 19791 Ferrero, 2 Falcioni, 3 Vidallé, 4 Saporiti, 5 Ocaño, 6 Maradona, 7 Valencia, 8 Passarella, 9 Van Tuyne, 10 Bujedo, 11 Bordón, 12 Gáspari, 13 Gaitán, 14 Larraquy, 15 Barbas, 16 López, 17 Castro, 18 Coscia, 19 Gallego, 20 Díaz, 21 Fortunato, 22 Bochini, 23 Torres, 24 Hernández, 25 Bacas, CT: Menotti
Copa América 1983P Fillol, P Pumpido, D Brown, D Camino, D Clausen, D Garré, D Jorge, D Mouzo, D Olarticoechea, D Trossero, C Bujedo, C Burruchaga, C Giusti, C Insúa, C Marangoni, C Ponce, C Russo, C Sabella, A Gareca, A Márcico, A Ramos, A Rinaldi, CT: Bilardo
Copa América 19871 Alfaro, 2 Batista, 3 Caniggia, 4 Dertycia, 5 Brown, 6 Díaz, 7 Funes, 8 Acosta, 9 Cuciuffo, 10 Maradona, 11 Percudani, 12 Siviski, 13 Garré, 14 Giusti, 15 Islas, 16 Olarticoechea, 17 Pasculli, 18 Goycochea, 19 Ruggeri, 20 Tapia, 21 Theiler, 22 Bartero, CT: Bilardo
Copa América 19891 Pumpido, 2 Batista, 3 Alfaro Moreno, 4 Balbo, 5 Brown, 6 Basualdo, 7 Burruchaga, 8 Caniggia, 9 Cuciuffo, 10 Maradona, 11 Calderón, 12 Clausen, 13 Díaz, 14 Enrique, 15 Giusti, 16 Monzón, 17 Ruggeri, 18 Islas, 19 Sensini, 20 Troglio, 21 Gorosito, 22 Falcioni, CT: Bilardo
Copa América 19911 Goycochea, 2 Vázquez, 3 Enrique, 4 Basualdo, 5 Astrada, 6 Ruggeri, 7 Caniggia, 8 Franco, 9 Batistuta, 10 Simeone, 11 Latorre, 12 Lanari, 13 Gamboa, 14 Craviotto, 15 Altamirano, 16 García, 17 Zapata, 18 Medina Bello, 19 Mohamed, 20 Rodríguez, 21 Giunta, 22 Cancelarich, CT: Basile
Copa América 19931 Goycochea, 2 Vázquez, 3 Altamirano, 4 F. Basualdo, 5 Redondo, 6 Ruggeri, 7 Medina Bello, 8 Franco, 9 Batistuta, 10 Simeone, 11 Gorosito, 12 Islas, 13 Cáceres, 14 Craviotto, 15 Borelli, 16 García, 17 Zapata, 18 Acosta, 19 Zamora, 20 Rodríguez, 21 Scoponi, 22 Mancuso, 23 J. Basualdo, CT: Basile
Copa América 19951 Cristante, 2 Ayala, 3 Chamot, 4 Zanetti, 5 Pérez, 6 Cáceres, 7 Balbo, 8 Simeone, 9 Batistuta, 10 Gallardo, 11 Berti, 12 Bossio, 13 Altamirano, 14 Schürrer, 15 Fabbri, 16 Astrada, 17 Escudero, 18 Espina, 19 Ortega, 20 Acosta, 21 Borrelli, 22 Burgos, CT: Passarella
Copa América 19971 Bassedas, 2 Berizzo, 3 Berti, 4 Calderón, 5 Cardoso, 6 Cardozo, 7 Cruz, 8 Delgado, 9 Gallardo, 10 González, 11 Husaín, 12 López, 13 Martínez, 14 Monserrat, 15 Ojeda, 16 Pellegrino, 17 Pineda, 18 Posse, 19 Roa, 20 Rotchen, 21 Vivas, 22 Zapata, CT: Passarella
Copa América 19991 Burgos, 2 Ayala, 3 Sorín, 4 Ibarra, 5 Simeone, 6 Samuel, 7 Barros Schelotto, 8 Zanetti, 9 Palermo, 10 Ortega, 11 López, 12 Bizzarri, 13 Vivas, 14 Pochettino, 15 Berizzo, 16 Guglielminpietro, 17 Husaín, 18 Cagna, 19 Calderón, 20 Aimar, 21 González, 22 Riquelme, CT: Bielsa
Copa América 20041 Abbondanzieri, 2 Ayala, 3 Sorín, 4 Quiroga, 5 Mascherano, 6 Heinze, 7 Saviola, 8 Zanetti, 9 Figueroa, 10 D'Alessandro, 11 Tévez, 12 Cavallero, 13 Placente, 14 Rodríguez, 15 Fernández, 16 L. González, 17 M. González, 18 K. González, 19 Delgado, 20 Medina, 21 Rosales, 22 Coloccini, CT: Bielsa
Copa América 20071 Abbondanzieri, 2 Ayala, 3 Díaz, 4 Ibarra, 5 Gago, 6 Heinze, 7 Palacio, 8 Zanetti, 9 Crespo, 10 Riquelme, 11 Tévez, 12 Carrizo, 13 González, 14 Mascherano, 15 G. Milito, 16 Aimar, 17 Burdisso, 18 Messi, 19 Cambiasso, 20 Verón, 21 D. Milito, 22 Orión, CT: Basile
Copa América 20111 Carrizo, 2 Garay, 3 Zabaleta, 4 Burdisso, 5 Cambiasso, 6 G. Milito, 7 Di María, 8 Zanetti, 9 Higuaín, 10 Messi, 11 Tévez, 12 Andújar, 13 Pareja, 14 Mascherano, 15 Biglia, 16 Agüero, 17 Rojo, 18 Pastore, 19 Banega, 20 Gago, 21 Lavezzi, 22 D. Milito, 23 Romero, CT: Batista
Copa América 20151 Romero, 2 Garay, 3 Roncaglia, 4 Zabaleta, 5 Gago, 6 Biglia, 7 Di María, 8 Pereyra, 9 Higuaín, 10 Messi, 11 Agüero, 12 Guzmán, 13 Casco, 14 Mascherano, 15 Demichelis, 16 Rojo, 17 Otamendi, 18 Tévez, 19 Banega, 20 Lamela, 21 Pastore, 22 Lavezzi, 23 Andújar (Marchesín), CT: Martino
Copa América Centenario1 Romero, 2 Maidana, 3 Roncaglia, 4 Mercado, 5 Kranevitter, 6 Biglia, 7 Di María, 8 Fernández, 9 Higuaín, 10 Messi, 11 Agüero, 12 Guzmán, 13 Funes Mori, 14 Mascherano, 15 Cuesta, 16 Rojo, 17 Otamendi, 18 Lamela, 19 Banega, 20 Gaitán, 21 Pastore, 22 Lavezzi, 23 Andújar, CT: Martino
Copa América 20191 Armani, 2 Foyth, 3 Tagliafico, 4 Saravia, 5 Paredes, 6 Pezzella, 7 Pereyra, 8 Acuña, 9 Agüero, 10 Messi, 11 Di María, 12 Marchesín, 13 Funes Mori, 14 Casco, 15 Pizarro, 16 de Paul, 17 Otamendi, 18 Rodríguez, 19 Suárez, 20 Lo Celso, 21 Dybala, 22 Martínez, 23 Musso, CT: Scaloni
Copa América 20211 Armani, 2 Martínez Quarta, 3 Tagliafico, 4 Montiel, 5 Paredes, 6 Pezzella, 7 de Paul, 8 Acuña, 9 Agüero, 10 Messi, 11 Di María, 12 Marchesín, 13 Romero, 14 Palacios, 15 González, 16 J. Correa, 17 Domínguez, 18 Rodríguez, 19 Otamendi, 20 Lo Celso, 21 Á. Correa, 22 La. Martínez, 23 E. Martínez, 24 Gómez, 25 Li. Martínez, 26 Molina, 27 Álvarez, 28 Musso, CT: Scaloni
Copa América 20241 Armani, 2 Martínez Quarta, 3 Tagliafico, 4 Montiel, 5 Paredes, 6 Pezzella, 7 de Paul, 8 Acuña, 9 Álvarez, 10 Messi, 11 Di María, 12 Rulli, 13 Romero, 14 Palacios, 15 González, 16 Lo Celso, 17 Garnacho, 18 Rodríguez, 19 Otamendi, 20 Mac Allister, 21 Carboni, 22 La. Martínez, 23 E. Martínez, 24 Fernández, 25 Li. Martínez, 26 Molina, CT: Scaloni
Coppa dei Campioni CONMEBOL-UEFA
Coppa dei Campioni CONMEBOL-UEFA 20221 Armani, 2 Foyth, 3 Tagliafico, 4 Molina, 5 Mac Allister, 6 Pezzella, 7 De Paul, 8 Acuña, 9 Álvarez, 10 Messi, 11 Di María, 12 Rulli, 13 Romero, 14 Palacios, 15 González, 16 Li. Martínez, 17 Gómez, 18 Rodríguez, 19 Otamendi, 20 Lo Celso, 21 Dybala, 22 La. Martínez, 23 E. Martínez, CT: Scaloni

### Confederations Cup
Coppa re Fahd 19921 Goycochea, 2 Vázquez, 3 Altamirano, 4 Basualdo, 5 Redondo, 6 Ruggeri, 7 Caniggia, 8 Villarreal, 9 Batistuta, 10 Simeone, 11 Cagna, 12 Islas, 14 Acosta, 15 Borelli, 16 García, 18 Craviotto, 20 Rodríguez, 21 Cancelarich, CT: Basile
Coppa re Fahd 19951 Bossio, 2 Ayala, 3 Chamot, 4 Zanetti, 5 Pérez, 6 Fabbri, 7 Ortega, 8 Escudero, 9 Batistuta, 10 Espina, 11 Rambert, 12 Burgos, 13 Rotchen, 14 Arruabarrena, 15 Vivas, 16 Jiménez, 17 Gallardo, 18 López, 19 Crespo, 20 Bassedas, CT: Passarella
FIFA Confederations Cup 20051 Franco, 2 Samuel, 3 Sorín, 4 Zanetti, 5 Cambiasso, 6 Heinze, 7 Tévez, 8 Riquelme, 9 Saviola, 10 Aimar, 11 Delgado, 12 Lux, 13 G. Rodríguez, 14 Milito, 15 Placente, 16 Coloccini, 17 Bernardi, 18 Santana, 19 M. Rodríguez, 20 Demichelis, 21 Figueroa, 22 Galletti, 23 Caballero, CT: Pekerman

### Giochi olimpici
Calcio ai Giochi Olimpici Estivi 1928P Bossio, P Díaz, D Bidoglio, D Helman, D Orlandini, D Paternoster, D Weissmuller, D Zumelzú, C Calandra, C Evaristo, C Luna, C Médici, C Monti, C Ochoa, C Perinetti, A Carricaberry, A Cherro, A Ferreira, A Gainzarain, A Orsi, A Perducca, A Tarasconi, CT: Lago Millán
NOTA: per le informazioni sulle rose successive al 1948 visionare la pagina della Nazionale olimpica.

### Mundialito
Mundialito 19801 Fillol, 2 Galván, 3 Tarantini, 4 Olguín, 5 Gallego, 6 Passarella, 7 Bertoni, 8 Ardiles, 9 Díaz, 10 Maradona, 11 Kempes, 12 Baley, 13 Fren, 14 Luque, 15 Barbas, 16 Valencia, 17 Van Tuyne, 18 Ocaño, CT: Menotti

### Taça das Nações
Taça das Nações 1964P Carrizo, P Righi, D Magdalena, D Ramos Delgado, D Simeone, D Vázquez, D Vidal, D Vieytez, C Fernández, C Mesiano, C Onega, C Rattín, C Rendo, C Telch, C Varacka, A Artime, A Bielli, A Casa, A Chaldú, A Prospitti, A Rojas, A Willington, CT: Minella

## Rosa attuale
Lista dei giocatori convocati per le gare di qualificazione al campionato mondiale di calcio 2026 del 5 e 10 giugno 2025.
Presenze e reti aggiornate al momento delle convocazioni.
|  | P | Emiliano Martínez    | 2 settembre 1992 | 51  | -22 | Aston Villa         |  |  |
|  | P | Gerónimo Rulli       | 20 maggio 1992   | 6   | -2  | Olympique Marsiglia |  |  |
|  | P | Walter Benítez       | 19 gennaio 1993  | 1   | -1  | PSV                 |  |  |
|  |   |                      |                  |     |     |                     |  |  |
|  | D | Nicolás Otamendi     | 12 febbraio 1988 | 125 | 7   | Benfica             |  |  |
|  | D | Nicolás Tagliafico   | 28 ottobre 1991  | 69  | 1   | Olympique Lione     |  |  |
|  | D | Nahuel Molina        | 6 aprile 1998    | 50  | 1   | Atlético Madrid     |  |  |
|  | D | Cristian Romero      | 27 aprile 1998   | 42  | 3   | Tottenham           |  |  |
|  | D | Juan Foyth           | 12 gennaio 1998  | 18  | 0   | Villarreal          |  |  |
|  | D | Leonardo Balerdi     | 26 gennaio 1999  | 5   | 0   | Olympique Marsiglia |  |  |
|  | D | Facundo Medina       | 28 maggio 1999   | 4   | 0   | Lens                |  |  |
|  | D | Valentín Barco       | 23 luglio 2004   | 2   | 0   | Strasburgo          |  |  |
|  |   |                      |                  |     |     |                     |  |  |
|  | C | Rodrigo de Paul      | 24 maggio 1994   | 76  | 2   | Atlético Madrid     |  |  |
|  | C | Leandro Paredes      | 29 giugno 1994   | 72  | 5   | Roma                |  |  |
|  | C | Giovani Lo Celso     | 9 aprile 1996    | 61  | 3   | Betis               |  |  |
|  | C | Alexis Mac Allister  | 24 dicembre 1998 | 38  | 4   | Liverpool           |  |  |
|  | C | Enzo Fernández       | 17 gennaio 2001  | 36  | 5   | Chelsea             |  |  |
|  | C | Exequiel Palacios    | 5 ottobre 1998   | 34  | 0   | Bayer Leverkusen    |  |  |
|  | C | Nicolás Domínguez    | 28 giugno 1998   | 11  | 1   | Nottingham Forest   |  |  |
|  |   |                      |                  |     |     |                     |  |  |
|  | A | Lionel Messi         | 24 giugno 1987   | 191 | 112 | Inter Miami         |  |  |
|  | A | Lautaro Martínez     | 22 agosto 1997   | 70  | 32  | Inter               |  |  |
|  | A | Julián Álvarez       | 31 gennaio 2000  | 44  | 12  | Atlético Madrid     |  |  |
|  | A | Nicolás González     | 6 aprile 1998    | 42  | 6   | Juventus            |  |  |
|  | A | Ángel Correa         | 9 marzo 1995     | 27  | 3   | Atlético Madrid     |  |  |
|  | A | Thiago Almada        | 6 aprile 2001    | 8   | 3   | Olympique Lione     |  |  |
|  | A | Alejandro Garnacho   | 1º luglio 2004   | 8   | 0   | Manchester Utd      |  |  |
|  | A | Giuliano Simeone     | 18 dicembre 2002 | 3   | 1   | Atlético Madrid     |  |  |
|  | A | Nico Paz             | 8 settembre 2004 | 2   | 0   | Como                |  |  |
|  | A | Valentín Castellanos | 3 ottobre 1998   | 2   | 0   | Lazio               |  |  |

## Record individuali
Statistiche aggiornate al 10 giugno 2025.
In grassetto i giocatori ancora in attività in nazionale.

### Record presenze
| Pos. | Giocatore         | Presenze | Reti | Periodo   |
| ---- | ----------------- | -------- | ---- | --------- |
| 1    | Lionel Messi      | 193      | 112  | 2005-     |
| 2    | Javier Mascherano | 147      | 3    | 2003-2018 |
| 3    | Javier Zanetti    | 145      | 5    | 1994-2011 |
| 3    | Ángel Di María    | 145      | 31   | 2008-2024 |
| 5    | Nicolas Otamendi  | 126      | 7    | 2009-     |
| 6    | Roberto Ayala     | 115      | 7    | 1994-2007 |
| 7    | Diego Simeone     | 106      | 11   | 1988-2002 |
| 8    | Sergio Agüero     | 101      | 42   | 2006-2021 |
| 9    | Oscar Ruggeri     | 97       | 7    | 1983-1994 |
| 10   | Sergio Romero     | 96       | 0    | 2008-2018 |

### Record reti
| Pos. | Giocatore         | Reti | Presenze | Periodo   | Reti/pr. |
| ---- | ----------------- | ---- | -------- | --------- | -------- |
| 1    | Lionel Messi      | 112  | 193      | 2005-     | 0,59     |
| 2    | Gabriel Batistuta | 54   | 77       | 1991-2002 | 0,70     |
| 3    | Sergio Agüero     | 42   | 101      | 2006-2021 | 0,42     |
| 4    | Hernán Crespo     | 35   | 64       | 1995-2007 | 0,55     |
| 5    | Diego Maradona    | 34   | 91       | 1977-1994 | 0,37     |
| 6    | Lautaro Martínez  | 32   | 70       | 2018-     | 0,46     |
| 7    | Gonzalo Higuaín   | 31   | 75       | 2009-2018 | 0,41     |
| 7    | Ángel Di María    | 31   | 145      | 2008-2024 | 0,21     |
| 9    | Luis Artime       | 24   | 25       | 1961-1967 | 0,96     |
| 10   | Daniel Passarella | 23   | 71       | 1976-1986 | 0,33     |

## Partecipazioni ai tornei internazionali
Legenda: Grassetto: Risultato migliore, Corsivo: Mancate partecipazioni

### Taça das Nações
La Selección ha vinto l'unica Taça das Nações, organizzata dalla CBD nel 1964.

### Campionato Panamericano
La Albiceleste ha partecipato a due dei tre Campionati Panamericani, ottenendo un primo ed un secondo posto.

### Coppa dei Campioni CONMEBOL-UEFA
L'Argentina ha vinto due Coppe dei Campioni CONMEBOL-UEFA: nel 1993 e nel 2022.

### Giochi panamericani
La nazionale argentina ha partecipato ai Giochi panamericani in 15 occasioni. Tuttavia, data la natura dilettantistica della manifestazione, era impedita per regolamento la convocazione dei professionisti. Dunque fino al 2003 le selezioni erano costituite da giovani o calciatori di seconda fascia, mentre da tale data, vi è l'obbligo di schierare le Under-20. Pertanto dalla prima edizione del 1951 a quella del 1999 la Albiceleste in undici partecipazioni ha collezionato cinque medaglie d'oro, una d'argento e tre di bronzo.

## Statistiche dettagliate sui tornei internazionali

### Mondiali
.
| Anno | Luogo                    | Piazzamento      | V | N | P | Gol  |
| ---- | ------------------------ | ---------------- | - | - | - | ---- |
| 1930 | Uruguay                  | Secondo posto    | 4 | 0 | 1 | 18:9 |
| 1934 | Italia                   | Ottavi di finale | 0 | 0 | 1 | 2:3  |
| 1938 | Francia                  | Ritirata         | - | - | - | -    |
| 1950 | Brasile                  | Ritirata         | - | - | - | -    |
| 1954 | Svizzera                 | Non partecipante | - | - | - | -    |
| 1958 | Svezia                   | Primo turno      | 1 | 0 | 2 | 5:10 |
| 1962 | Cile                     | Primo turno      | 1 | 1 | 1 | 2:3  |
| 1966 | Inghilterra              | Quarti di finale | 2 | 1 | 1 | 4:2  |
| 1970 | Messico                  | Non qualificata  | - | - | - | -    |
| 1974 | Germania Ovest           | Secondo turno    | 1 | 2 | 3 | 9:12 |
| 1978 | Argentina                | Campione         | 5 | 1 | 1 | 15:4 |
| 1982 | Spagna                   | Secondo turno    | 2 | 0 | 3 | 8:7  |
| 1986 | Messico                  | Campione         | 6 | 1 | 0 | 14:5 |
| 1990 | Italia                   | Secondo posto    | 2 | 3 | 2 | 5:4  |
| 1994 | Stati Uniti              | Ottavi di finale | 2 | 0 | 2 | 8:6  |
| 1998 | Francia                  | Quarti di finale | 3 | 1 | 1 | 10:4 |
| 2002 | Giappone / Corea del Sud | Primo turno      | 1 | 1 | 1 | 2:2  |
| 2006 | Germania                 | Quarti di finale | 3 | 2 | 0 | 11:3 |
| 2010 | Sudafrica                | Quarti di finale | 4 | 0 | 1 | 10:6 |
| 2014 | Brasile                  | Secondo posto    | 5 | 1 | 1 | 8:4  |
| 2018 | Russia                   | Ottavi di finale | 1 | 1 | 2 | 6:9  |
| 2022 | Qatar                    | Campione         | 4 | 2 | 1 | 15:8 |

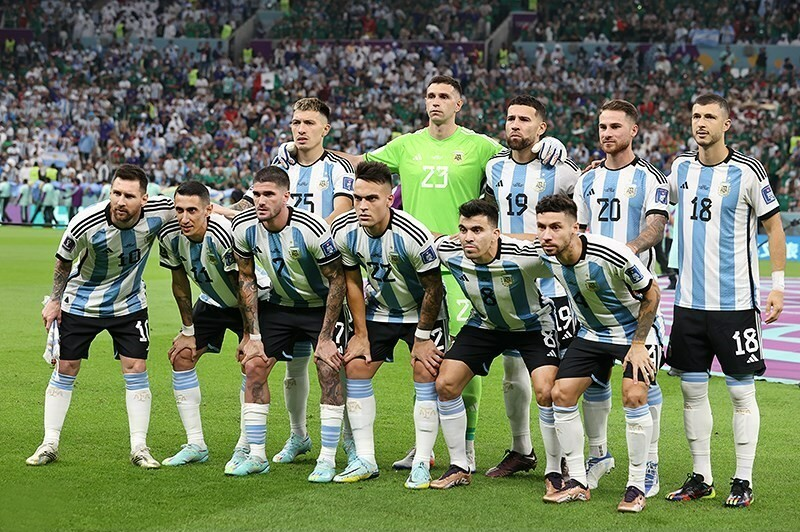
La nazionale argentina vincitrice del terzo campionato mondiale nel 2022

- Partecipazioni ai mondiali: 18 (1930, 1934, 1958, 1962, 1966, 1974, 1978, 1982, 1986, 1990, 1994, 1998, 2002, 2006, 2010, 2014, 2018, 2022)
- Non partecipante: 1 volta (1954)
- Ritirata: 2 volte (1938, 1950)
- Non qualificata: 1 volta (1970)
- Primo turno: 3 volte (1958, 1962, 2002)
- Secondo turno: 2 volte (1974, 1982)
- Ottavi di finale: 3 volte (1934, 1994, 2018)
- Quarti di finale: 4 volte (1966, 1998, 2006, 2010)
- Finali: 6 volte (1930, 1978, 1986, 1990, 2014, 2022)
- Secondo posto: 3 volte (1930, 1990, 2014)
- Primo posto: 3 volte (1978, 1986, 2022)

### Copa América
| Anno    | Luogo       | Piazzamento      | V | N | P | Gol   |
| ------- | ----------- | ---------------- | - | - | - | ----- |
| 1916    | Argentina   | Secondo posto    | 1 | 2 | 0 | 7:2   |
| 1917    | Uruguay     | Secondo posto    | 2 | 0 | 1 | 5:3   |
| 1919    | Brasile     | Terzo posto      | 1 | 0 | 2 | 7:7   |
| 1920    | Cile        | Secondo posto    | 1 | 2 | 0 | 4:2   |
| 1921    | Argentina   | Campione         | 3 | 0 | 0 | 5:0   |
| 1922    | Brasile     | Quarto posto     | 2 | 0 | 2 | 6:3   |
| 1923    | Uruguay     | Secondo posto    | 2 | 0 | 1 | 6:6   |
| 1924    | Uruguay     | Secondo posto    | 1 | 2 | 0 | 2:0   |
| 1925    | Argentina   | Campione         | 3 | 1 | 0 | 11:4  |
| 1926    | Cile        | Secondo posto    | 2 | 1 | 1 | 14:3  |
| 1927    | Perù        | Campione         | 3 | 0 | 0 | 15:4  |
| 1929    | Argentina   | Campione         | 3 | 0 | 0 | 9:1   |
| 1935    | Perù        | Secondo posto    | 2 | 0 | 1 | 8:5   |
| 1937    | Argentina   | Campione         | 5 | 0 | 1 | 14:5  |
| 1939    | Perù        | Rinuncia         | - | - | - | -     |
| 1941    | Cile        | Campione         | 4 | 0 | 0 | 10:2  |
| 1942    | Uruguay     | Secondo posto    | 5 | 0 | 1 | 21:6  |
| 1945    | Cile        | Campione         | 5 | 1 | 0 | 22:5  |
| 1946    | Argentina   | Campione         | 5 | 0 | 0 | 17:3  |
| 1947    | Ecuador     | Campione         | 6 | 1 | 0 | 28:4  |
| 1949    | Brasile     | Rinuncia         | - | - | - | -     |
| 1953    | Perù        | Rinuncia         | - | - | - | -     |
| 1955    | Cile        | Campione         | 4 | 1 | 0 | 18:6  |
| 1956    | Uruguay     | Terzo posto      | 3 | 0 | 2 | 5:3   |
| 1957    | Perù        | Campione         | 5 | 0 | 1 | 25:6  |
| 1959 I  | Argentina   | Campione         | 5 | 1 | 0 | 19:5  |
| 1959 II | Ecuador     | Secondo posto    | 2 | 1 | 1 | 9:9   |
| 1963    | Bolivia     | Terzo posto      | 3 | 1 | 2 | 15:10 |
| 1967    | Uruguay     | Secondo posto    | 4 | 0 | 1 | 12:3  |
| 1975    | Itinerante  | Primo turno      | 2 | 0 | 2 | 17:4  |
| 1979    | Itinerante  | Primo turno      | 1 | 1 | 2 | 7:6   |
| 1983    | Itinerante  | Primo turno      | 1 | 3 | 0 | 5:4   |
| 1987    | Argentina   | Quarto posto     | 1 | 1 | 2 | 5:4   |
| 1989    | Brasile     | Terzo posto      | 2 | 3 | 2 | 2:4   |
| 1991    | Cile        | Campione         | 6 | 1 | 0 | 16:6  |
| 1993    | Ecuador     | Campione         | 2 | 4 | 0 | 6:4   |
| 1995    | Uruguay     | Quarti di finale | 2 | 1 | 1 | 8:6   |
| 1997    | Bolivia     | Quarti di finale | 1 | 2 | 1 | 4:3   |
| 1999    | Paraguay    | Quarti di finale | 2 | 0 | 2 | 6:6   |
| 2001    | Colombia    | Rinuncia         | - | - | - | -     |
| 2004    | Perù        | Secondo posto    | 4 | 1 | 1 | 17:6  |
| 2007    | Venezuela   | Secondo posto    | 5 | 0 | 1 | 16:6  |
| 2011    | Argentina   | Quarti di finale | 1 | 3 | 0 | 5:2   |
| 2015    | Cile        | Secondo posto    | 3 | 3 | 0 | 10:3  |
| 2016    | Stati Uniti | Secondo posto    | 5 | 1 | 0 | 19:2  |
| 2019    | Brasile     | Terzo posto      | 3 | 1 | 2 | 7:6   |
| 2021    | Brasile     | Campione         | 5 | 2 | 0 | 12:3  |
| 2024    | Stati Uniti | Campione         | 5 | 1 | 0 | 9:1   |

### Tornei olimpici
| Anno | Luogo     | Piazzamento      | V | N | P | Gol  |
| ---- | --------- | ---------------- | - | - | - | ---- |
| 1908 | Londra    | Non partecipante | - | - | - | -    |
| 1912 | Stoccolma | Non partecipante | - | - | - | -    |
| 1920 | Anversa   | Non partecipante | - | - | - | -    |
| 1924 | Parigi    | Non partecipante | - | - | - | -    |
| 1928 | Amsterdam | Argento          | 3 | 1 | 1 | 25:8 |
| 1936 | Berlino   | Non partecipante | - | - | - | -    |
| 1948 | Londra    | Non partecipante | - | - | - | -    |

- Nota bene: per le informazioni sui risultati ai Giochi olimpici nelle edizioni successive al 1948 visionare la pagina della nazionale olimpica.

### Confederations Cup
| Anno | Luogo                    | Piazzamento     | V | N | P | Gol   |
| ---- | ------------------------ | --------------- | - | - | - | ----- |
| 1992 | Arabia Saudita           | Campione        | 2 | 0 | 0 | 7:1   |
| 1995 | Arabia Saudita           | Secondo posto   | 1 | 1 | 1 | 5:3   |
| 1997 | Arabia Saudita           | Non qualificata | - | - | - | -     |
| 1999 | Messico                  | Non qualificata | - | - | - | -     |
| 2001 | Corea del Sud / Giappone | Non qualificata | - | - | - | -     |
| 2003 | Francia                  | Non qualificata | - | - | - | -     |
| 2005 | Germania                 | Secondo posto   | 2 | 2 | 1 | 10:10 |
| 2009 | Sudafrica                | Non qualificata | - | - | - | -     |
| 2013 | Brasile                  | Non qualificata | - | - | - | -     |
| 2017 | Russia                   | Non qualificata | - | - | - | -     |

### Taça das Nações
| Anno | Luogo   | Piazzamento | V | N | P | Gol |
| ---- | ------- | ----------- | - | - | - | --- |
| 1964 | Brasile | Campione    | 3 | 0 | 0 | 6:0 |

### Campionati Panamericani
| Anno | Luogo             | Piazzamento   | V | N | P | Gol |
| ---- | ----------------- | ------------- | - | - | - | --- |
| 1956 | Città del Messico | Secondo posto | 2 | 3 | 0 | 9:5 |
| 1960 | San José          | Campione      | 4 | 1 | 1 | 9:4 |